# Windischeschenbach
Windischeschenbach – miasto w Niemczech, w kraju związkowym Bawaria, w rejencji Górny Palatynat, w regionie Oberpfalz-Nord, w powiecie Neustadt an der Waldnaab. Leży w Lesie Czeskim, około 8 km na północ od Neustadt an der Waldnaab, nad rzeką Waldnaab, przy autostradzie A93 i linii kolejowej Monachium - Berlin.

## Dzielnice
W skład miasta wchodzą następujące dzielnice: 
- Windischeschenbach
- Neuhaus
- Dietersdorf
- Bernstein
- Ödwalpersreuth
- Naabdemenreuth
- Nottersdorf
- Harleshof
- Gleißenthal
- Bach
- Berg
- Pleisdorf
- Schweinmühle

## Polityka
W radzie miasta zasiada 20 radnych:
- CSU 9 miejsc
- SPD 7 miejsc
- FW 4 miejsca

## Zabytki
- zamek Neuhaus z 23-metrowymi wieżami